# Col·lectiu Autònom de Treballadors
El Col·lectiu Autònom de Treballadors (CAT), també conegut com a Col·lectiu Autònom de Treballadors-Mossos d'Esquadra (CAT-ME), és una organització sindical del Cos dels Mossos d'Esquadra, nascuda l'any 1992, de caràcter apartidista i assembleària. Anteriorment havia rebut altres denominacions com CGT, SAME o SAP.
El CAT es fixa com una fita principal poder arribar a aconseguir la vigència efectiva del dret a la negociació col·lectiva en el si del cos policial. D'aquesta forma es faria realitat la possibilitat d'aproximar-se a la consecució de totes les reivindicacions laborals i professionals històriques dels mossos d'esquadra.
A les eleccions sindicals de 2015, es presentà en coalició trisindical, juntament amb el Sindicat de Policia de Catalunya (SPC) i el Sindicat de Mossos d'Esquadra (SME), tot assolint 5 dels 17 membres al Consell sindical.